# برج جنوب (بروکسل)
برج جنوب (به هلندی: Zuidertoren) (به فرانسوی: Tour du Midi) آسمان‌خراشی سی و هشت طبقه واقع در شهر بروکسل بلژیک است که بین سال‌های ۱۹۶۲ تا ۱۹۶۷ ساخنه شد. این ساختمان برای ۲۵۰۰ کارمند اداره ظرفیت دارد.